# Mycosphaerella hyperici
Mycosphaerella hyperici är en svampart som först beskrevs av Bernhard Auerswald, och fick sitt nu gällande namn av Karl Starbäck 1889. Mycosphaerella hyperici ingår i släktet Mycosphaerella och familjen Mycosphaerellaceae.  Arten är reproducerande i Sverige. Inga underarter finns listade i Catalogue of Life.